# Канава (приток Убеди)
Канава (укр. Канава) — левый приток реки Убедь, протекающий по Корюковскому району (Черниговская область).

## География
Длина — 7 км.
Река берёт начало между лесными урочищами Лес Банковский и Жуклянские Дачи — севернее села Рейментаровка. Река течёт на юг. Впадает в реку Убедь юго-восточнее посёлка Долгая Гребля.
Русло средне-извилистое. Пойма занята заболоченными участками, лесами.

## Притоки
Кобылка

## Населённые пункты
Населённые пункты на реке (от истока к устью):
1. Рейментаровка